# Ranchester (Wyoming)
Ranchester es un pueblo ubicado en el condado de Sheridan en el estado estadounidense de Wyoming. En el año 2010 tenía una población de 855 habitantes y una densidad poblacional de 534.38 personas por km².

## Geografía
Ranchester se encuentra ubicado en las coordenadas 44°54′28.51″N 107°9′56.16″O / 44.9079194, -107.1656000. Según la Oficina del Censo, la localidad tiene un área total de 1,6 km² (0,6 mi²), de la cual 1,6 km² (0,6 mi²) es tierra y 0 km² (0 mi²) (0.0%) es agua.

### Localidades adyacentes
El siguiente diagrama muestra a las localidades en un radio de 68 kilómetros (42,3 mi) de Ranchester.

## Demografía
En el 2000 la renta per cápita promedia del hogar era de $36.094, y el ingreso promedio para una familia era de $46.389. El ingreso per cápita para la localidad era de $15.421. En 2000 los hombres tenían un ingreso per cápita de $36.875 contra $20.804 para las mujeres. Alrededor del 16.700% de la población estaba bajo el umbral de pobreza nacional.